# Carlos Grana (político)
Carlos Alberto Grana (São Bernardo do Campo, 1º de janeiro de 1966) é um político brasileiro filiado ao Partido dos Trabalhadores, foi prefeito de Santo André entre 1º de janeiro de 2013 e 1º de Janeiro de 2017.
Grana foi também deputado estadual pelo estado de São Paulo, recebendo 126.973 votos.

## Primeiros anos e sindicalismo
Carlos Alberto Grana nasceu em São Bernardo do Campo, porém viveu a maior parte da vida em Santo André.
É casado com Fátima Grana, na qual exerceu o cargo de secretária de Inclusão Social em seu mandato a frente do executivo andreense.
Aos 14 anos, iniciou sua vida política como integrante da Juventude Operária Católica de Santo André. Em 1984, foi eleito diretor do Sindicato dos Metalúrgicos de Santo André, do qual foi ainda diretor executivo, 2º secretário e secretário-geral. De 1988 a 1989, foi 2º tesoureiro da CUT Estadual. De 1993 a 1999, foi secretário-geral do Sindicato dos Metalúrgicos do ABC e, de 1999 a 2002, vice-presidente da entidade. Entre 2000 e 2003, foi secretário geral da CUT Nacional. Entre 2004 e 2010, foi o presidente da Confederação Nacional dos Metalúrgicos.

## Carreira política

### Deputado Estadual
Em 2010, elegeu-se deputado estadual pelo PT, com 126.973 votos.

### Prefeito de Santo André
Em 2012, candidata-se a Prefeitura de Santo André e vence o então prefeito Aidan Ravin no 2º turno, com 53,92% dos votos válidos.
Nas eleições de 2016, foi novamente candidato a prefeito pelo PT, porém foi derrotado no segundo turno pelo seu ex-secretário de Mobilidade, Obras e Serviços, Paulo Serra do PSDB. Carlos Grana teve apenas 21,79% dos votos válidos contra os 78,21% do Paulo Serra, com diferença de quase 200 mil votos. A eleição de foi marcada por uma disputa pela paternidade das obras do mandato, como o programa Banho de Luz e as Ciclofaixas do Lazer.
Nas eleições de 2020 disputou o cargo de vereador por Santo André. Teve 1.666 votos (0,50%), não conseguindo se eleger.

## Desempenho eleitoral
| Ano  | Eleição                  | Partido | Candidato a       | Votos   | %                 | Resultado  | Ref    |
| ---- | ------------------------ | ------- | ----------------- | ------- | ----------------- | ---------- | ------ |
| 2010 | Estaduais em São Paulo   | PT      | Deputado estadual | 126.973 | 0,73%             | Eleito     | [ 8 ]  |
| 2012 | Municipal de Santo André | PT      | Prefeito          | 155.606 | 42,85% (1º Turno) | Eleito     | [ 9 ]  |
| 2012 | Municipal de Santo André | PT      | Prefeito          | 204.594 | 53,92% (2º Turno) |            | [ 9 ]  |
| 2016 | Municipal de Santo André | PT      | Prefeito          | 67.628  | 20,28% (1º Turno) | Não eleito | [ 10 ] |
| 2016 | Municipal de Santo André | PT      | Prefeito          | 77.069  | 21,79% (2º Turno) |            | [ 10 ] |
| 2020 | Municipal de Santo André | PT      | Vereador          | 1.666   | 0,50%             | Não Eleito | [ 11 ] |